# Васил Джамбазки
Васил Джамбазки е български футболист, защитник. Роден е на 26 август 1949 г. в с. Поповяне. Висок е 183 см и тежи 79 кг. Играл е във Велбъжд Кюстендил. Има изиграни над 300 мача и четири гола.